# A Believer Sings the Truth
A Believer Sings the Truth je dvostruki gospel album Johnnyja Casha iz 1979. Iako je na kraju objavljen pod etiketom Columbia Recordsa, Cash se namučio dok je nagovorio kuću da objavi album, a prvo ga je objavio pod svojom etiketom Cachet i kao radijski specijal s dodatnom naracijom. Columbia je sumnjala u komercijalni uspjeh dvostrukog gospel albuma.

## Popis pjesama

### Strana 1
1. "Wings in the Morning" – 2:43
2. "Gospel Boogie (A Wonderful Time up There)" – 2:40
3. "Over the Next Hill" – 2:36
  - S Anitom Carter
4. "He's Alive" – 4:16
  - S June Carter Cash
5. "I've Got Jesus in My Soul" – 2:42

### Strana 2
1. "When He Comes" – 3:33
  - S Roseanne Cash
2. "I Was There When It Happened" – 2:16
  - S Marshallom Grantom
3. "I'm a Newborn Man" (John Carter Cash) – 1:42
4. "There Stranger Things Happening Every Day" – 3:34
5. "Children Go Where I Send Thee" – 2:39

### Strana 3
1. "(I'm Just an) Old Chunk of Coal" (Billy Joe Shaver) – 2:14
2. "Lay Me Down in Dixie" (with Cindy Cash) – 2:01
3. "Don't Take Everybody for Your Friend" – 2:25
4. "You'll Get Yours, I'll Get Mine" – 2:23
  - Sa Sa Rodneyjem Crowellom
5. "Oh Come Angel Band" – 2:45

### Strana 4
1. "This Train is Bound for Glory" – 3:31
  - With June Carter Cash
2. "I'm Gonna Try to Be That Way" – 2:50
  - S Janom Howardom
3. "What on Earth (Will You Do for Heaven's Sake)" – 2:10
4. "That's Enough" – 2:45
5. "The Greatest Cowboy of Them All" – 3:54
  - S Jackom Routhom

## I Believe
1984. je objavljen I Believe, s deset pjesama s albuma A Believer Sings the Truth i četiri dodatne obrade sa snimanja albuma. Kao i originalni album, i I Believe nije objavljen na CD-u.

### Strana 1
1. "That's Enough"
2. "Don't Take Anyone to be Your Friend"
3. "Jesus in My Soul"
4. "Newborn Man"
5. "I'll Have a New Life"
6. "This Train"
7. "I Was There When it Happened"

### Strana 2
1. "Lay Me Down in Dixie"
2. "Strange Things Happen Every Day"
3. "You'll Get Yours and I'll Get Mine"
4. "Didn't it Rain"
5. "He Touched Me"
6. "Way Worn Traveler"
7. "I'm Gonna Try to be That Way"